# Pagar Merbau II
Pagar Merbau II is een bestuurslaag in het regentschap Deli Serdang van de provincie Noord-Sumatra, Indonesië. Pagar Merbau II telt 2150 inwoners (volkstelling 2010).